# Ostende-Köln Pullman Express
De Ostende-Köln Pullman Express was een van de boottreinen die, door de Compagnie Internationale des Wagons-Lits als onderdeel van een verbinding tussen het vasteland van Europa en Groot-Brittannië, werd ingezet. De verbinding wordt integraal aan de reizigers aangeboden, waarbij het eerste deel per trein wordt afgelegd, dan wordt overgestapt op een schip en aan de overkant de reis per trein wordt voortgezet.
De trein is op 1 juli 1929 in dienst genomen als onderdeel van de verbinding Londen-Ruhrgebied.

## Route en dienstregeling
| LK    | land                | station         | KL    |
| ----- | ------------------- | --------------- | ----- |
| 10:30 | Verenigd Koninkrijk | London Victoria | 21:26 |
| 16:25 | België              | Oostende        | 15:30 |
| 18:11 | België              | Brussel Noord   | 14:05 |
| 19:42 | België              | Luik            | 12:32 |
| 21:05 | Duitsland           | Aken            | 11:13 |
| 21:58 | Duitsland           | Keulen          | 10:08 |

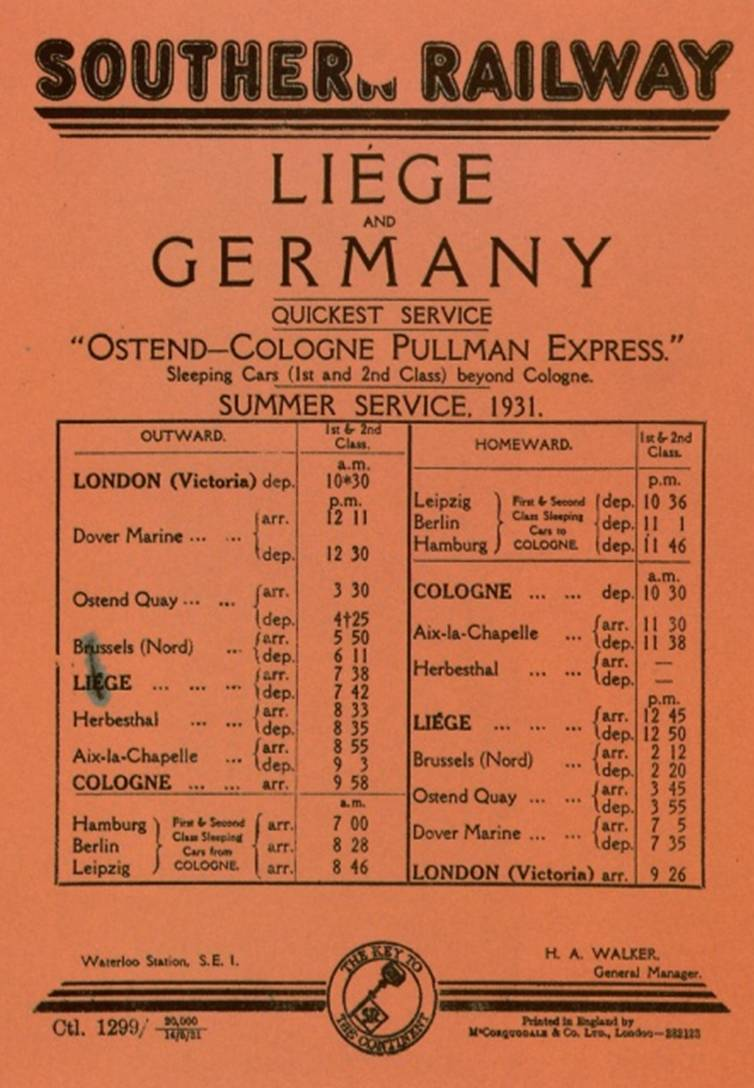
Dienstregeling 1931

Na de Tweede Wereldoorlog is de treindienst in 1954 onder de naam Saphir hervat.